# Plain Old Telephone Service
Plain Old Telephone Service（POTS：基本電話サービス）とは、電話サービスにおける旧来の音声通話サービスである。

## 概要
電話回線を通じて古くから使われているアナログ信号による音声通話サービスを指す。
他に、転送サービスやキャッチホンサービス等の付加サービスを除いた基本的な音声通話サービスの内容を指すことや、「音声以外の通信を行わない（アナログ通信）サービス」という意味でPSTN（Public Switched Telephone Network：アナログ公衆電話網）と同義で用いられる場合がある。